# Liste anarchistischer Attentate
Diese Liste enthält eine Auswahl bekannter Attentate, die von Personen ausgeführt wurden, die Anhänger der anarchistischen Bewegung waren und/oder sich als Anarchisten bezeichneten. Als Anfang dieser Reihe von Attentaten gilt mit dem Aufkommen des Konzepts der Propaganda der Tat das Jahr 1878. Die Attentate und Anschläge sind praktisch ausnahmslos gegen Vertreter von Staat, Kirche und Bourgeoisie gerichtet. Obwohl ein großer Teil anarchistischer Gruppen diese Methoden ablehnte und sich zunehmend von solchen Taten distanzierte, kam es erst ab 1932 zu einem Rückgang anarchistischer Attentate.
Die Liste enthält keine Taten Individueller Expropriation, obwohl diese teilweise auch Opfer forderten. Aktionen Individueller Expropriation waren auf das Entwenden von Eigentum gerichtet und nicht gegen Personen.

## Anarchistische Attentate
| Datum         | Urheber                                                                  | Ziel                                   | Ort                | Land | Ereignis | Bild |
| ------------- | ------------------------------------------------------------------------ | -------------------------------------- | ------------------ | ---- | --- | --- |
| 4. Aug. 1878  | Krawtschinski, Sergei                                                    | Mesenzow, Nikolai                      | St. Petersburg     | RUS  | Als Reaktion auf die Hinrichtung von Iwan Kowalski erstach Sergei Krawtschinski General Mesenzow, den Führer der Zaristischen Geheimpolizei. | Als Reaktion auf die Hinrichtung von Iwan Kowalski erstach Sergei Krawtschinski General Mesenzow, den Führer der Zaristischen Geheimpolizei. |
| 25. Okt. 1878 | Oliva Moncasí, Juan                                                      | Alfons XII.                            | Madrid             | ESP  | Der König entging diesem Revolverattentat unverletzt. Moncasí wurde später verurteilt und hingerichtet. | Attentat durch Juan Oliva Moncasí, zeitgenössische Zeichnung |
| 17. Nov. 1878 | Passannante, Giovanni                                                    | Umberto I.                             | Neapel             | ITA  | Passannante attackierte den König während einer Parade mit einem Dolch. Der König konnte sich rechtzeitig schützen, doch Premierminister Benedetto Cairoli wurde verletzt. Am Tag darauf wurde in Florenz ein Bombenanschlag auf die Parade zur Feier für den König und seine Gesundheit verübt und am 20. November wurde eine Militärkaserne in Pisa in Brand gesteckt. Am 26. November warf Pirro Orsolini in Pisa während einer Demonstration gegen das Attentat vom 17. November eine Bombe auf die Demonstranten. | Wandgemälde |
| 30. Dez. 1879 | Otero González, Francisco                                                | Alfons XII.                            | Madrid             | ESP  | Otero González feuerte zwei Schüsse auf den spanischen König. Beide Schüsse verfehlten ihr Ziel. Francisco Otero González wurde am 14. April 1880 hingerichtet. | Otero González feuerte zwei Schüsse auf den spanischen König. Beide Schüsse verfehlten ihr Ziel. Francisco Otero González wurde am 14. April 1880 hingerichtet. |
| 24. März 1882 | Fournier, Charles                                                        | Bréchard, Antoine                      | Roanne             | FRA  | Der 19-jährige Arbeiter Charles Fournier versuchte ohne Erfolg nach dem Ende eines Textilarbeiterstreiks den Eigentümer eines bestreikten Betriebes zu erschießen. Der Streik hatte 44 Tage gedauert und für viele der 4.000 teilnehmenden Weber die Entlassung zur Folge. Fournier gehörte zu den Entlassenen und machte Bréchard für die Krise verantwortlich. | Der 19-jährige Arbeiter Charles Fournier versuchte ohne Erfolg nach dem Ende eines Textilarbeiterstreiks den Eigentümer eines bestreikten Betriebes zu erschießen. Der Streik hatte 44 Tage gedauert und für viele der 4.000 teilnehmenden Weber die Entlassung zur Folge. Fournier gehörte zu den Entlassenen und machte Bréchard für die Krise verantwortlich. |
| 28. Sep. 1883 | Reinsdorf, August / Küchler, Emil / Rupsch, Franz Reinhold               | Wilhelm I.                             | Rüdesheim am Rhein | GER  | Misslungenes Dynamitattentat auf den deutschen Kaiser und sein Gefolge während der Einweihung des Niederwalddenkmals. Reinsdorf und Küchler wurden hingerichtet. | Misslungenes Dynamitattentat auf den deutschen Kaiser und sein Gefolge während der Einweihung des Niederwalddenkmals. Reinsdorf und Küchler wurden hingerichtet. |
| 15. Dez. 1883 | Kammerer, Anton                                                          | Hlubek, Franz                          | Floridsdorf        | AUT  | Der ortsansässige Arbeiter Anton Kammerer erschoss in Floridsdorf bei Wien den Polizeikonzipisten Franz Hlubek. Hlubek war zuständig für die Überwachung von Sozialisten und organisierte Spionage- und Überwachungsaktionen in Arbeiterkreisen. Es war nach der Merstallinger-Affäre die erste ernste Gewalttat von Anarchisten in Österreich. | Der ortsansässige Arbeiter Anton Kammerer erschoss in Floridsdorf bei Wien den Polizeikonzipisten Franz Hlubek. Hlubek war zuständig für die Überwachung von Sozialisten und organisierte Spionage- und Überwachungsaktionen in Arbeiterkreisen. Es war nach der Merstallinger-Affäre die erste ernste Gewalttat von Anarchisten in Österreich. |
| 25. Jan. 1884 | Stellmacher, Hermann                                                     | Blöch, Ferdinand                       | Floridsdorf        | AUT  | Hermann Stellmacher erschoss Polizeidetektiv Ferdinand Blöch, der wie Franz Hlubek die sozialistische Bewegung überwachte. Der Tat ging ein Überfall von Stellmacher und Kammerer auf den Wechselstubenbesitzer Eisert in Wien voraus, bei dem drei Personen starben. Als Reaktion wurde vom Parlament am 30. Januar der Ausnahmezustand in Wien und in den niederösterreichischen Industriebezirken Wiener Neustadt und Korneuburg verhängt. Die bis dahin starken radikalen und sozialrevolutionären Kreise wurden entscheidend geschwächt und die wichtigsten Publikationen Die Zukunft und die tschechische Dělnické Listy unterdrückt. Stellmacher und Kammerer wurden kurz nach dem Blöch-Attentat gefasst und am 6. August respektive 20. September 1884 in Wien hingerichtet. | Hermann Stellmacher erschoss Polizeidetektiv Ferdinand Blöch, der wie Franz Hlubek die sozialistische Bewegung überwachte. Der Tat ging ein Überfall von Stellmacher und Kammerer auf den Wechselstubenbesitzer Eisert in Wien voraus, bei dem drei Personen starben. Als Reaktion wurde vom Parlament am 30. Januar der Ausnahmezustand in Wien und in den niederösterreichischen Industriebezirken Wiener Neustadt und Korneuburg verhängt. Die bis dahin starken radikalen und sozialrevolutionären Kreise wurden entscheidend geschwächt und die wichtigsten Publikationen Die Zukunft und die tschechische Dělnické Listy unterdrückt. Stellmacher und Kammerer wurden kurz nach dem Blöch-Attentat gefasst und am 6. August respektive 20. September 1884 in Wien hingerichtet. |
| 13. Jan. 1885 | Lieske, Julius                                                           | Rumpf, Carl Ludwig Franz               | Frankfurt am Main  | GER  | Der deutsche Anarchist Julius Lieske wurde für den Mord am Führer der politischen Polizei von Frankfurt, Polizeirat Karl Rumpf verantwortlich gemacht. Die Urheberschaft konnte nie eindeutig bewiesen werden. Max Nettlau sieht Lieske als Unschuldigen und geht von einer Beteiligung von August Reinsdorf, Hermann Stellmacher und Anton Kammerer aus. Polizeirat Rumpf hatte bereits 1881 einen Spitzel in eine anarchistische Gruppe geschickt, um einen Anschlag auf ihn selbst zu ermutigen und um die Gruppe mit Schwefelsäure für den Anschlag auszustatten. Mit dieser Aktion konnte Rumpf später 44 Personen festnehmen, in deren Prozess aber Rumpfs Machenschaften vom Richter entdeckt wurden.                                                                          | Der deutsche Anarchist Julius Lieske wurde für den Mord am Führer der politischen Polizei von Frankfurt, Polizeirat Karl Rumpf verantwortlich gemacht. Die Urheberschaft konnte nie eindeutig bewiesen werden. Max Nettlau sieht Lieske als Unschuldigen und geht von einer Beteiligung von August Reinsdorf, Hermann Stellmacher und Anton Kammerer aus. Polizeirat Rumpf hatte bereits 1881 einen Spitzel in eine anarchistische Gruppe geschickt, um einen Anschlag auf ihn selbst zu ermutigen und um die Gruppe mit Schwefelsäure für den Anschlag auszustatten. Mit dieser Aktion konnte Rumpf später 44 Personen festnehmen, in deren Prozess aber Rumpfs Machenschaften vom Richter entdeckt wurden.                                                                          |
| 11. März 1892 | Ravachol                                                                 | Benoît, Edmond                         | Paris              | FRA  | Als Vergeltung für den Einsatz von scharfer Munition gegen eine Demonstration, bei der 9 Demonstranten starben, führte Ravachol einen Bombenanschlag auf den Vorsitzenden des zuständigen Geschworenengerichts aus. | Als Vergeltung für den Einsatz von scharfer Munition gegen eine Demonstration, bei der 9 Demonstranten starben, führte Ravachol einen Bombenanschlag auf den Vorsitzenden des zuständigen Geschworenengerichts aus. |
| 27. März 1892 | Ravachol                                                                 | Staatsanwalt Bulot                     | Paris              | FRA  | Bombenanschlag von Ravachol auf die Wohnung von Staatsanwalt Bulot. Sieben Personen wurden verletzt und es entstand hoher Sachschaden. | Foto des beschädigten Gebäudes |
| 25. Apr. 1892 | Meunier, Théodule                                                        | Restaurant Véry                        | Paris              | FRA  | Bombenanschlag von Théodule Meunier auf das Restaurant Véry, wo Ravachol von einem Kellner an die Polizei verraten wurde. Der Besitzer und ein Kunde starben, mehrere Menschen wurden verletzt. Bereits am 15. März 1892 verübte Meunier einen Bombenanschlag auf die Lobau-Kaserne in Paris, wo das Massaker an den Kommunarden stattfand. | Das Restaurant Véry von außen, Zeichnung aus dem Figaro |
| 23. Juli 1892 | Berkman, Alexander                                                       | Frick, Henry Clay                      | Pittsburgh         | USA  | Alexander Berkman versuchte ohne Erfolg den amerikanischen Industriellen Henry Clay Frick zu töten. Der Tat ging ein Streik von Stahlarbeitern in Fricks Fabrik voraus, bei dem mehrere Arbeiter getötet wurden. Nachdem Berkman in Fricks Büro vorgedrungen war, schoss er dreimal auf ihn und stach zweimal erfolglos mit einem vergifteten Messer zu. Berkman wurde in der Folge der Tat wegen Mordversuchs zu 22 Jahren Haft verurteilt. | Berkman mit Frick, Zeichnung aus Harper’s Weekly |
| 24. Sep. 1893 | Pallás, Paulino                                                          | Martínez-Campos, Arsenio               | Barcelona          | ESP  | Während einer Militärparade warf Paulí Pallás eine Bombe auf Generalkapitän Arsenio Martínez-Campos. Zwei Personen starben und zwölf weitere wurden verletzt. Martínez Campos entkam mit einer leichten Verletzung. Das Attentat geschah aus Rache für die Hinrichtung von vier Aufständischen und die harsche Bestrafung von 18 weiteren Personen nach der Niederschlagung des Aufstands von Jerez im Jahr zuvor. Pallás wurde noch im gleichen Jahr hingerichtet. | Attentat von Paulino Pallás, zeitgenössische Zeichnung |
| 7. Nov. 1893  | Salvador Franch, Santiago                                                | Gran Teatre del Liceu                  | Barcelona          | ESP  | Als Racheakt für die Exekution von Pallás warf Santiago Salvador Franch zwei Orsini-Bomben in das Gran Teatre del Liceu in Barcelona. Dabei wurden 20 Personen getötet und viele weitere verletzt. Sechs unbeteiligte Anarchisten gestanden unter Folter, die Tat begangen zu haben und wurden zum Tode verurteilt. Am Todesurteil konnte auch das Geständnis von Salvador Franch nichts mehr ändern: Alle sieben wurden hingerichtet. Als Folge der Attentate in Barcelona wurde 1894 ein repressives Anti-Terror Gesetz verabschiedet. | Die Explosion in der Oper, Zeichnung auf dem Titelblatt des Petit Journal |
| 13. Nov. 1893 | Léauthier, Léon-Jules                                                    | Đorđević, M.                           | Paris              | FRA  | Der 19-jährige Schuhmacher Léon-Jules Léauthier griff mit einem Kneipmesser einen serbischen Minister auf offener Straße an und verwundete ihn schwer. Zu seiner Tat meinte Léauthier in einem Brief an Sébastien Faure: „Ich treffe keinen Unschuldigen, indem ich beim ersten Bourgeois der mir über den Weg läuft zuschlage.“ | Der 19-jährige Schuhmacher Léon-Jules Léauthier griff mit einem Kneipmesser einen serbischen Minister auf offener Straße an und verwundete ihn schwer. Zu seiner Tat meinte Léauthier in einem Brief an Sébastien Faure: „Ich treffe keinen Unschuldigen, indem ich beim ersten Bourgeois der mir über den Weg läuft zuschlage.“ |
| 9. Dez. 1893  | Vaillant, Auguste                                                        | Französische Nationalversammlung       | Paris              | FRA  | Auguste Vaillant warf eine Nagelbombe in die Französische Nationalversammlung. 50 Personen wurden bei diesem Anschlag verletzt. Während seines Verfahrens erklärte Vaillant, dass er niemanden zu töten beabsichtigte, sondern einige Abgeordnete als Vergeltung für die Hinrichtung Ravachols verletzen wollte. Vaillant wurde hingerichtet und die lois scélérates wurden erlassen. | Attentat von Vaillant, Zeichnung auf dem Titelblatt des Petit Parisien |
| 25. Jan. 1894 | Murull, Ramon                                                            | Larroca i Pascual, Ramon               | Barcelona          | ESP  | Gescheitertes Attentat auf den Gouverneur von Barcelona. | Gescheitertes Attentat auf den Gouverneur von Barcelona. |
| 19. Feb. 1894 | Rabardy, Étienne                                                         | Pariser Polizisten                     | Paris              | FRA  | Étienne Rabardy verletzte zwei Polizisten durch einen Bombenanschlag, eine weitere Person starb an den Folgen des Anschlags. | Étienne Rabardy verletzte zwei Polizisten durch einen Bombenanschlag, eine weitere Person starb an den Folgen des Anschlags. |
| 3. Mai 1894   | Müller, Michael / Bach, Leonhard / Schiebach, Peter                      | Verschiedene Ziele                     | Lüttich            | BEL  | Als Protest gegen die Verurteilung von Anarchisten wurde ein Bombenanschlag auf das Ratsmitglied Dr. Renson in Lüttich verübt. Renson wurde dabei schwer verletzt, seine Frau und eine weitere Person wurden leicht verwundet. Bereits in den Tagen davor wurden in Lüttich einige Bombenanschläge verübt, die nur zu Sachschäden führten. 14 Personen wurden nach dem Renson-Attentat festgenommen, für das der deutsche Anarchist Michael Müller die alleinige Verantwortung übernahm. Der ebenfalls deutsche Anarchist Leonhard Bach war gemeinsam mit der belgischen militant-anarchistischen Gruppe um Peter Schiebach für andere Attentate in Lüttich verantwortlich und wurde zu zehn Jahren Zuchthaus verurteilt.                                                             | Als Protest gegen die Verurteilung von Anarchisten wurde ein Bombenanschlag auf das Ratsmitglied Dr. Renson in Lüttich verübt. Renson wurde dabei schwer verletzt, seine Frau und eine weitere Person wurden leicht verwundet. Bereits in den Tagen davor wurden in Lüttich einige Bombenanschläge verübt, die nur zu Sachschäden führten. 14 Personen wurden nach dem Renson-Attentat festgenommen, für das der deutsche Anarchist Michael Müller die alleinige Verantwortung übernahm. Der ebenfalls deutsche Anarchist Leonhard Bach war gemeinsam mit der belgischen militant-anarchistischen Gruppe um Peter Schiebach für andere Attentate in Lüttich verantwortlich und wurde zu zehn Jahren Zuchthaus verurteilt.                                                             |
| 16. Juni 1894 | Lega, Paolo                                                              | Crispi, Francesco                      | Rom                | ITA  | Paolo Lega schoss mit einem Revolver auf den italienischen Ministerpräsidenten Francesco Crispi. Das Attentat scheiterte. | Paolo Lega schoss mit einem Revolver auf den italienischen Ministerpräsidenten Francesco Crispi. Das Attentat scheiterte. |
| 24. Juni 1894 | Caserio, Sante Geronimo                                                  | Sadi Carnot                            | Lyon               | FRA  | Der italienische Anarchist Sante Geronimo Caserio erstach den französischen Präsidenten aus Rache für den Tod von Auguste Vaillant and Émile Henry. | Der italienische Anarchist Sante Geronimo Caserio erstach den französischen Präsidenten aus Rache für den Tod von Auguste Vaillant and Émile Henry. |
| 1. Juli 1894  | Lucchesi, Oreste                                                         | Bandi, Giuseppe                        | Livorno            | ITA  | Lucchesi erstach den Journalisten Giuseppe Bandi, Autor anti-anarchistischer Artikel. | Lucchesi erstach den Journalisten Giuseppe Bandi, Autor anti-anarchistischer Artikel. |
| 7. Juli 1896  | Girault, Jean                                                            | Fronleichnamsprozession                | Barcelona          | ESP  | Die traditionelle Fronleichnamsprozession in Barcelona bewegte sich in Richtung der Kirche Santa María del Mar, als eine Bombe aus einem Fenster in die Menge geworfen wurde. Zwölf Menschen kamen ums Leben und 44 weitere wurden verletzt. Die Regierung reagierte mit dem Erlass weiterer Anti-Terror-Gesetze und der Bildung eines speziellen Polizeikorps, der Brigada politico-social. Etwa 400 Anarchisten wurden in der Folge im Festungsgefängnis Montjuïc eingesperrt und gefoltert. Die europäische Öffentlichkeit reagierte darauf empört. Der Täter konnte nicht ermittelt werden, wobei von spanischen Anarchisten eine anarchistische Täterschaft bestritten wurde. Historiker vermuten den französischen Anarchisten Jean Girault als Urheber.                        | Zeitgenössische Illustration des Fronleichnamsattentats |
| 22. Apr. 1897 | Acciarito, Pietro                                                        | Umberto I.                             | Rom                | ITA  | Gescheitertes Attentat mit einem Dolch von Pietro Acciarito auf den König von Italien. | Gescheitertes Attentat mit einem Dolch von Pietro Acciarito auf den König von Italien. |
| 8. Aug. 1897  | Angiolillo, Michele                                                      | Cánovas del Castillo, Antonio          | Mondragón          | ESP  | Michele Angiolillo ermordete den spanischen Premierminister Antonio Cánovas del Castillo, eine Schlüsselfigur beim Sturz der Ersten Spanischen Republik. Das Attentat geschah als Rache für die Repression im Zuge des Fronleichnamsattentates. | Zeitgenössische Zeichnung des Attentats auf D. Antonio Cánovas von V. Ginés |
| 4. Apr. 1897  | Sempau, Ramón                                                            | Portas, Narciso                        | Barcelona          | ESP  | Attentat des Journalisten Ramón Sempau auf Leutnant Narciso Portas, genannt „el Botxí de Montjuïc“ (katalanisch für Der Henker von Montjuïc). Portas war persönlich verantwortlich für die Folter von Gefangenen im Festungsgefängnis Montjuïc. Das Attentat scheiterte und Sempau wurde später von einer wohlwollenden Jury freigesprochen. | Attentat des Journalisten Ramón Sempau auf Leutnant Narciso Portas, genannt „el Botxí de Montjuïc“ (katalanisch für Der Henker von Montjuïc). Portas war persönlich verantwortlich für die Folter von Gefangenen im Festungsgefängnis Montjuïc. Das Attentat scheiterte und Sempau wurde später von einer wohlwollenden Jury freigesprochen. |
| 10. Sep. 1898 | Lucheni, Luigi                                                           | Elisabeth von Österreich-Ungarn        | Genf               | SUI  | Luigi Lucheni erstach Elisabeth von Österreich-Ungarn (Kaiserin Sissi), Gemahlin von Franz Joseph von Österreich, am Genfersee. Lucheni wurde nach der Tat von Passanten festgehalten und beging nach zwölf Jahren Haft Selbstmord. Das Attentat bildete den Auftakt zu einer verstärkten internationalen polizeilichen Zusammenarbeit, die durch die Internationale Konferenz von Rom für die soziale Verteidigung gegen Anarchisten von 1898 eingeleitet wurde. | Attentat von Lucheni an Kaiserin „Sissi“, zeitgenössische Zeichnung |
| 4. Apr. 1900  | Sipido, Jean-Baptiste                                                    | Eduard VII.                            | Brüssel            | BEL  | Sipido schoss auf den Prince of Wales. Das Attentat scheiterte. Der Grund des Attentats war der Burenkrieg. | Sipido schoss auf den Prince of Wales. Das Attentat scheiterte. Der Grund des Attentats war der Burenkrieg. |
| 29. Juli 1900 | Bresci, Gaetano                                                          | Umberto I.                             | Monza              | ITA  | Gaetano Bresci erschoss König Umberto I. von Italien als Rache für das Bava-Beccaris-Massaker in Mailand. | Gaetano Bresci erschoss König Umberto I. von Italien als Rache für das Bava-Beccaris-Massaker in Mailand. |
| 2. Aug. 1900  | Salson, François                                                         | Schah Mozaffar ed-Din                  | Paris              | FRA  | François Salsons Attentat auf den Schah von Persien bei einem Staatsbesuch in Paris scheiterte. | François Salson versucht, Mozaffar al-Din Schah Qajar von Persien in Paris zu ermorden. Diese Zeichnung erschien in La vie illustré am 2. August 1900 |
| 6. Sep. 1901  | Czolgosz, Leon                                                           | McKinley, William                      | Buffalo            | USA  | Leon Czolgosz erschoss den US-Präsidenten William McKinley. Er wurde zum Tode verurteilt und am 29. Oktober auf dem elektrischen Stuhl hingerichtet. | Zeichnung von T. Dart Walker, 1905. Dargestellt ist das Attentat auf McKinley |
| 15. Nov. 1902 | Rubino, Gennaro                                                          | Leopold II.                            | Brüssel            | BEL  | Der Anschlag auf Leopold II. von Belgien schlug fehl. Rubino wurde festgenommen. | Der Anschlag auf Leopold II. von Belgien schlug fehl. Rubino wurde festgenommen. |
| 12. Apr. 1904 | Artal, Joaquim Miquel                                                    | Maura i Montaner, Antoni               | Barcelona          | ESP  | Joaquim Miquel Artal verletzte in Barcelona den Präsidenten des Ministerrates schwer. | Zeichnung von J. Babrinet, 1904. Dargestellt ist der Messeranschlag auf Antoni Maura i Montaner, wie er in einer offenen Kutsche sitzt |
| 31. Mai 1905  | Morral i Roca, Mateu                                                     | Alfons XIII. / Loubet, Émile           | Paris              | FRA  | Bei einem Besuch des spanischen Königs in Paris wurde auf ihn und den französischen Präsidenten Émile Loubet ein Bombenattentat verübt. 17 Personen wurden verletzt, doch Loubet und der spanische König blieben unverletzt. Die Polizei konnte den Täter nicht ermitteln, doch Historiker sehen Mateu Morral als Urheber. | Bei einem Besuch des spanischen Königs in Paris wurde auf ihn und den französischen Präsidenten Émile Loubet ein Bombenattentat verübt. 17 Personen wurden verletzt, doch Loubet und der spanische König blieben unverletzt. Die Polizei konnte den Täter nicht ermitteln, doch Historiker sehen Mateu Morral als Urheber. |
| 11. Aug. 1905 | Planas y Virella, Salvador                                               | Quintana, Manuel                       | Buenos Aires       | ARG  | Ein Attentat auf den argentinischen Präsidenten Manuel Quintana scheiterte. | Ein Attentat auf den argentinischen Präsidenten Manuel Quintana scheiterte. |
| 24. Dez. 1905 | Unbekannt                                                                | Casañas i Pagès, Salvador              | Barcelona          | ESP  | Gescheitertes Attentat auf Kardinal Salvador Casañas i Pagès in Barcelona. | Gescheitertes Attentat auf Kardinal Salvador Casañas i Pagès in Barcelona. |
| 30. Dez. 1905 | Orchard, Harry                                                           | Steunenberg, Frank                     | Caldwell           | USA  | Harry Orchards Bombenanschlag auf den früheren Gouverneur von Idaho Frank Steunenberg tötete diesen. Grund für das Attentat waren die repressiven Maßnahmen des Gouverneurs gegen Gewerkschafter. | Harry Orchards Bombenanschlag auf den früheren Gouverneur von Idaho Frank Steunenberg tötete diesen. Grund für das Attentat waren die repressiven Maßnahmen des Gouverneurs gegen Gewerkschafter. |
| 31. Mai 1906  | Morral i Roca, Mateu                                                     | Alfons XIII. / Victoria von Battenberg | Madrid             | ESP  | Der katalanische Anarchist Mateu Morral versuchte, den spanischen König Alfons XIII. und Victoria von Battenberg nach ihrer Trauung zu töten. Der Bombenanschlag ließ die beiden unverletzt. 23 Personen starben und 107 weitere wurden verletzt. Morral nahm sich auf seiner Flucht vor der Polizei das Leben. Da Morral im Verlag der Modernen Schule von Francisco Ferrer arbeitete, wurde dieser als geistiger Urheber des Attentats angeklagt. Unter internationalem Druck wurde Ferrer von der spanischen Justiz freigesprochen. | Der katalanische Anarchist Mateu Morral versuchte, den spanischen König Alfons XIII. und Victoria von Battenberg nach ihrer Trauung zu töten. Der Bombenanschlag ließ die beiden unverletzt. 23 Personen starben und 107 weitere wurden verletzt. Morral nahm sich auf seiner Flucht vor der Polizei das Leben. Da Morral im Verlag der Modernen Schule von Francisco Ferrer arbeitete, wurde dieser als geistiger Urheber des Attentats angeklagt. Unter internationalem Druck wurde Ferrer von der spanischen Justiz freigesprochen. |
| 14. Nov. 1909 | Radowitzky, Simón                                                        | Lorenzo Falcón, Ramón                  | Buenos Aires       | ARG  | Simón Radowitzky ermordete bei einem Bombenanschlag den Polizeichef Ramón Falcón in Buenos Aires. Dieser war verantwortlich für die blutige Niederschlagung einer Demonstration am 1. Mai 1909, bei der acht Arbeiter starben und 40 weitere verletzt wurden. | Die Kutsche von Falcón nach dem Attentat |
| 14. März 1912 | D’Alba, Antonio                                                          | Viktor Emanuel III.                    | Rom                | ITA  | Versuchtes Attentat von Antonio D’Alba auf den König von Italien scheiterte. Ein Offizier wurde verletzt. | Versuchtes Attentat von Antonio D’Alba auf den König von Italien scheiterte. Ein Offizier wurde verletzt. |
| 12. Nov. 1912 | Pardiñas, Manuel                                                         | Canalejas y Méndez, José               | Madrid             | ESP  | Manuel Pardiñas tötete den spanischen Premierminister José Canalejas Méndez. | Manuel Pardiñas tötete den spanischen Premierminister José Canalejas Méndez. |
| 18. März 1913 | Schinas, Alexander                                                       | Georg I.                               | Thessaloniki       | GRE  | Alexander Schinas erschoss König Georg I. von Griechenland. | Farbzeichnung des Anschlags auf Georg 1. von Governo da Grécia, 1920 |
| 14. Dez. 1914 | Ramón, Antonio Ramón                                                     | Silva Renard, Roberto                  | Santiago de Chile  | CHI  | Ein Attentat von Antonio Ramón Ramón auf den chilenischen General Roberto Silva Renard scheiterte. Der General war verantwortlich für das Massaker von Iquique, bei dem etwa 2000 chilenische Arbeiter den Tod fanden, darunter auch der Halbbruder von Antonio Ramón. Silva Renard starb sechs Jahre später an den Folgen des Attentats. | Ein Attentat von Antonio Ramón Ramón auf den chilenischen General Roberto Silva Renard scheiterte. Der General war verantwortlich für das Massaker von Iquique, bei dem etwa 2000 chilenische Arbeiter den Tod fanden, darunter auch der Halbbruder von Antonio Ramón. Silva Renard starb sechs Jahre später an den Folgen des Attentats. |
| 9. Juli 1916  | Mandrini, Juan                                                           | De la Plaza, Victorino                 | Buenos Aires       | ARG  | Juan Mandrini schoss auf den argentinischen Präsidenten. Die Schüsse verfehlten ihr Ziel. | Juan Mandrini schoss auf den argentinischen Präsidenten. Die Schüsse verfehlten ihr Ziel. |
| 19. Feb. 1919 | Cottin, Louis-Émile                                                      | Clemenceau, Georges                    | Paris              | FRA  | Attentat auf den französischen Ministerratspräsidenten Georges Clemenceau. Clemenceau wurde dabei nicht ernsthaft verletzt. | Attentat auf den französischen Ministerratspräsidenten Georges Clemenceau. Clemenceau wurde dabei nicht ernsthaft verletzt. |
| Sommer 1919   | Filippi, Bruno                                                           | Breda, Giovanni                        | Mailand            | ITA  | Bruno Filippi führt mit anderen Anarchisten in Mailand vier Anschläge aus: Eine Bombe detonierte im Polizeihauptquartier, ein Anschlag mit Schwefelsäure und ein Bombenanschlag auf den Industriellen Giovanni Breda scheiterten. Beim letzten versuchten Anschlag am 7. September 1919 auf einen Club von Reichen detonierte die Bombe vorzeitig und Filippi starb. | Bruno Filippi führt mit anderen Anarchisten in Mailand vier Anschläge aus: Eine Bombe detonierte im Polizeihauptquartier, ein Anschlag mit Schwefelsäure und ein Bombenanschlag auf den Industriellen Giovanni Breda scheiterten. Beim letzten versuchten Anschlag am 7. September 1919 auf einen Club von Reichen detonierte die Bombe vorzeitig und Filippi starb. |
| 25. Sep. 1919 | Anarchisten im Untergrund                                                | Hauptquartier der KP Russlands         | Moskau             | RUS  | Die Gruppe Anarchisten im Untergrund verübte einen Bombenanschlag auf das Hauptquartier des Moskauer Komitees der Kommunistischen Partei Russlands. Dabei wurden 12 Personen getötet und 55 verletzt, darunter auch Nikolai Bucharin. | Die Gruppe Anarchisten im Untergrund verübte einen Bombenanschlag auf das Hauptquartier des Moskauer Komitees der Kommunistischen Partei Russlands. Dabei wurden 12 Personen getötet und 55 verletzt, darunter auch Nikolai Bucharin. |
| 4. Apr. 1920  | Unbekannt                                                                | Maestre de Laborde, José               | Barcelona          | ESP  | Der Gouverneur von Barcelona José Maestre de Laborde, Graf Salvatierra wurde ermordet. | Der Gouverneur von Barcelona José Maestre de Laborde, Graf Salvatierra wurde ermordet. |
| 8. März 1921  | Mateu i Cusidó, Pere / Casanellas i Lluch, Ramon / Nicolau i Fort, Lluís | Dato, Eduardo                          | Madrid             | ESP  | Drei Anarchisten erschossen den konservativen spanischen Ministerpräsidenten Eduardo Dato von einem Motorrad aus an der Puerta de Alcalá in Madrid. | Foto des Autos von Eduardo Dato nach dem Anschlag |
| 23. März 1921 | Unbekannt                                                                | Gasti, Giovanni                        | Mailand            | ITA  | Bei einem Bombenanschlag auf das Theater Diana starben 21 Personen und etwa 50 wurden verletzt. Das Ziel des Attentats war Polizeikommissar Giovanni Gasti. Dieser war zur Zeit des Anschlags nicht im Theater. Ugo Fedeli, Pietro Bruzzi und Francesco Ghezzi wurden von der italienischen Polizei verdächtigt. | Bei einem Bombenanschlag auf das Theater Diana starben 21 Personen und etwa 50 wurden verletzt. Das Ziel des Attentats war Polizeikommissar Giovanni Gasti. Dieser war zur Zeit des Anschlags nicht im Theater. Ugo Fedeli, Pietro Bruzzi und Francesco Ghezzi wurden von der italienischen Polizei verdächtigt. |
| 17. Juni 1921 | Salsench Sala, Salvador                                                  | Martínez Domingo, Antoni               | Barcelona          | ESP  | Salvador Salsench Sala versuchte, den Bürgermeister von Barcelona zu töten. Das Attentat scheiterte. | Salvador Salsench Sala versuchte, den Bürgermeister von Barcelona zu töten. Das Attentat scheiterte. |
| 14. Juli 1922 | Bouvet, Gustave                                                          | Millerand, Alexandre                   | Paris              | FRA  | Gustave Bouvet versuchte erfolglos, den französischen Präsidenten Alexandre Millerand zu töten. | Gustave Bouvet versuchte erfolglos, den französischen Präsidenten Alexandre Millerand zu töten. |
| 25. Jan. 1923 | Wilckens, Kurt Gustav                                                    | Varela, Héctor Benigno                 | Buenos Aires       | ARG  | Kurt Gustav Wilckens ermordete den argentinischen Oberstleutnant Héctor Benigno Varela, genannt „Der Schlächter von Patagonien“. Dieser war verantwortlich für die Exekution von 1500 Arbeitern. | Kurt Gustav Wilckens ermordete den argentinischen Oberstleutnant Héctor Benigno Varela, genannt „Der Schlächter von Patagonien“. Dieser war verantwortlich für die Exekution von 1500 Arbeitern. |
| 17. Mai 1923  | Suberviela, Gregorio / Del Toto, Antonio                                 | Regueral, Faustino González            | León               | ESP  | Gregorio Suberviela und Antonio del Toto, Mitglieder der Gruppe Los Solidarios ermordeten den ehemaligen Gouverneur von Bizkaia Oberstleutnant Faustino González Regueral. Sie machten ihn verantwortlich für die Repression von Anarchisten und die Bildung von Pistolerogruppen. | Gregorio Suberviela und Antonio del Toto, Mitglieder der Gruppe Los Solidarios ermordeten den ehemaligen Gouverneur von Bizkaia Oberstleutnant Faustino González Regueral. Sie machten ihn verantwortlich für die Repression von Anarchisten und die Bildung von Pistolerogruppen. |
| 4. Juni 1923  | Ascaso, Francisco / Torres Escartín, Rafael                              | Soldevilla y Romero, Juan              | Saragossa          | ESP  | Juan Soldevila Romero, Kardinal und Erzbischof von Saragossa, wurde in seinem Wagen getötet. Als Täter wurden Francisco Ascaso und Rafael Torres Escartín vermutet. Laut Abel Paz war Buenaventura Durruti für die Tat verantwortlich. | Juan Soldevila Romero, Kardinal und Erzbischof von Saragossa, wurde in seinem Wagen getötet. Als Täter wurden Francisco Ascaso und Rafael Torres Escartín vermutet. Laut Abel Paz war Buenaventura Durruti für die Tat verantwortlich. |
| 28. Mai 1924  | Montejo Aranz, Juan / Llàcer Bertran, Josep                              | Pérez Vicario, Rogelio                 | Barcelona          | ESP  | Juan Montejo Aranz und Josep Llàcer Bertran ermordeten in Barcelona den Richter Rogelio Pérez Vicario. | Juan Montejo Aranz und Josep Llàcer Bertran ermordeten in Barcelona den Richter Rogelio Pérez Vicario. |
| 25. Mai 1926  | Schwartzbard, Scholom                                                    | Petljura, Symon                        | Paris              | FRA  | Scholom Schwartzbard ermordete Symon Petljura, Kopf der ukrainischen Exilregierung in Paris. Nach einem achttägigen Verfahren wurde er freigesprochen, weil die Jury von Schwartzbards gerechtem Anliegen ausging; seine Verteidigung fußte darauf, dass er den Tod von Pogromopfern rächte, die Petljura organisiert hatte. | Scholom Schwartzbard ermordete Symon Petljura, Kopf der ukrainischen Exilregierung in Paris. Nach einem achttägigen Verfahren wurde er freigesprochen, weil die Jury von Schwartzbards gerechtem Anliegen ausging; seine Verteidigung fußte darauf, dass er den Tod von Pogromopfern rächte, die Petljura organisiert hatte. |
| 11. Sep. 1926 | Lucetti, Gino                                                            | Mussolini, Benito                      | Rom                | ITA  | Ein Bombenanschlag von Gino Lucetti auf den Wagen von Benito Mussolini ließ diesen unverletzt. Das Attentat hatte die Wiedereinführung der Todesstrafe in Italien zur Folge. | Ein Bombenanschlag von Gino Lucetti auf den Wagen von Benito Mussolini ließ diesen unverletzt. Das Attentat hatte die Wiedereinführung der Todesstrafe in Italien zur Folge. |
| 31. Okt. 1926 | Zamboni, Anteo                                                           | Mussolini, Benito                      | Bologna            | ITA  | Auf einer Parade zur Feier des Marsches auf Rom versuchte Anteo Zamboni erfolglos Benito Mussolini zu erschießen. | Auf einer Parade zur Feier des Marsches auf Rom versuchte Anteo Zamboni erfolglos Benito Mussolini zu erschießen. |
| 24. Dez. 1929 | Marinelli, Gualterio                                                     | Yrigoyen, Hipólito                     | Buenos Aires       | ARG  | Gualterio Marinelli versuchte, den argentinischen Präsidenten Hipólito Yrigoyen zu töten. Das Attentat schlug fehl; Marinelli und zwei andere Personen wurden getötet. | Gualterio Marinelli versuchte, den argentinischen Präsidenten Hipólito Yrigoyen zu töten. Das Attentat schlug fehl; Marinelli und zwei andere Personen wurden getötet. |
| 12. Juni 1931 | Tamayo Gavilán, Jorge                                                    | Rosasco, José                          | Buenos Aires       | ARG  | Eine Gruppe von fünf Anarchisten erschoss den argentinischen Polizeidirektor José Rosasco, den sie für die Repression und Ermordung von Anarchisten in Argentinien verantwortlich sahen. Jorge Tamayo Gavilán wurde als Schütze vermutet. | Eine Gruppe von fünf Anarchisten erschoss den argentinischen Polizeidirektor José Rosasco, den sie für die Repression und Ermordung von Anarchisten in Argentinien verantwortlich sahen. Jorge Tamayo Gavilán wurde als Schütze vermutet. |
| 24. Feb. 1932 | Guidot, Armando / Antonelli Dellabella, Bruno / Sapia, Francisco         | Pardeiro, Luis                         | Montevideo         | URU  | Armando Guidot, Bruno Antonelli Dellabella und Francisco Sapia wurden für das Attentat auf Polizeikommissar Luis Pardeiro in Uruguay verantwortlich gemacht. Er sollte für die Folter von gefangenen Anarchisten verantwortlich sein. Pardeiro entging dem Attentat unverletzt, doch der Fahrer seines Wagens kam ums Leben. | Armando Guidot, Bruno Antonelli Dellabella und Francisco Sapia wurden für das Attentat auf Polizeikommissar Luis Pardeiro in Uruguay verantwortlich gemacht. Er sollte für die Folter von gefangenen Anarchisten verantwortlich sein. Pardeiro entging dem Attentat unverletzt, doch der Fahrer seines Wagens kam ums Leben. |